# Bokura ga ita (film)
Bokura ga ita (僕等がいた?, Bokura ga ita, lett. "Noi c'eravamo") è un film del 2012 diretto da Takahiro Miki. È tratto dalla serie omonima di Yūki Obata.
Diviso in due parti, la prima (前篇?, zenpen) è uscita nei cinema nipponici il 17 marzo 2012, mentre la seconda (後篇?, kōhen) il 21 aprile seguente.

## Trama
È la storia d'amore tra Yano e Nanami vissuta durante i loro giorni di scuola superiore. Yano è molto popolare e ricercato ma sembra come aver un buco nero all'interno del suo cuore, cela difatti un segreto che è anche un peso insopportabile: la sua precedente fidanzata è morta a causa d'un incidente stradale e lui sembra non darsi pace, non riesce a superare il trauma.
Nella seconda parte del film, Yano si trova nella necessità di trasferirsi a Tokyo per motivi familiari; la ragazza decide in un primo momento di mantenere i contatti anche se il loro rapporto a distanza è difficile da accettare. Intanto cerca di trovarsi un lavoro per cercar d'esser autonoma ed autosufficiente finanziariamente; le cose si trascinano in tal maniera per un qualche anno, poi improvvisamente tutto viene troncato.

## Produzione
Il cast è stato rivelato il 2 maggio 2011 con Tōma Ikuta e Yuriko Yoshitaka nel ruolo dei protagonisti Yano e Nanami. Le riprese sono iniziate nello stesso periodo a Kushiro, Hokkaidō, città natale dell'autrice del manga nonché luogo in cui è ambientata la vicenda.